# Nautisme en France

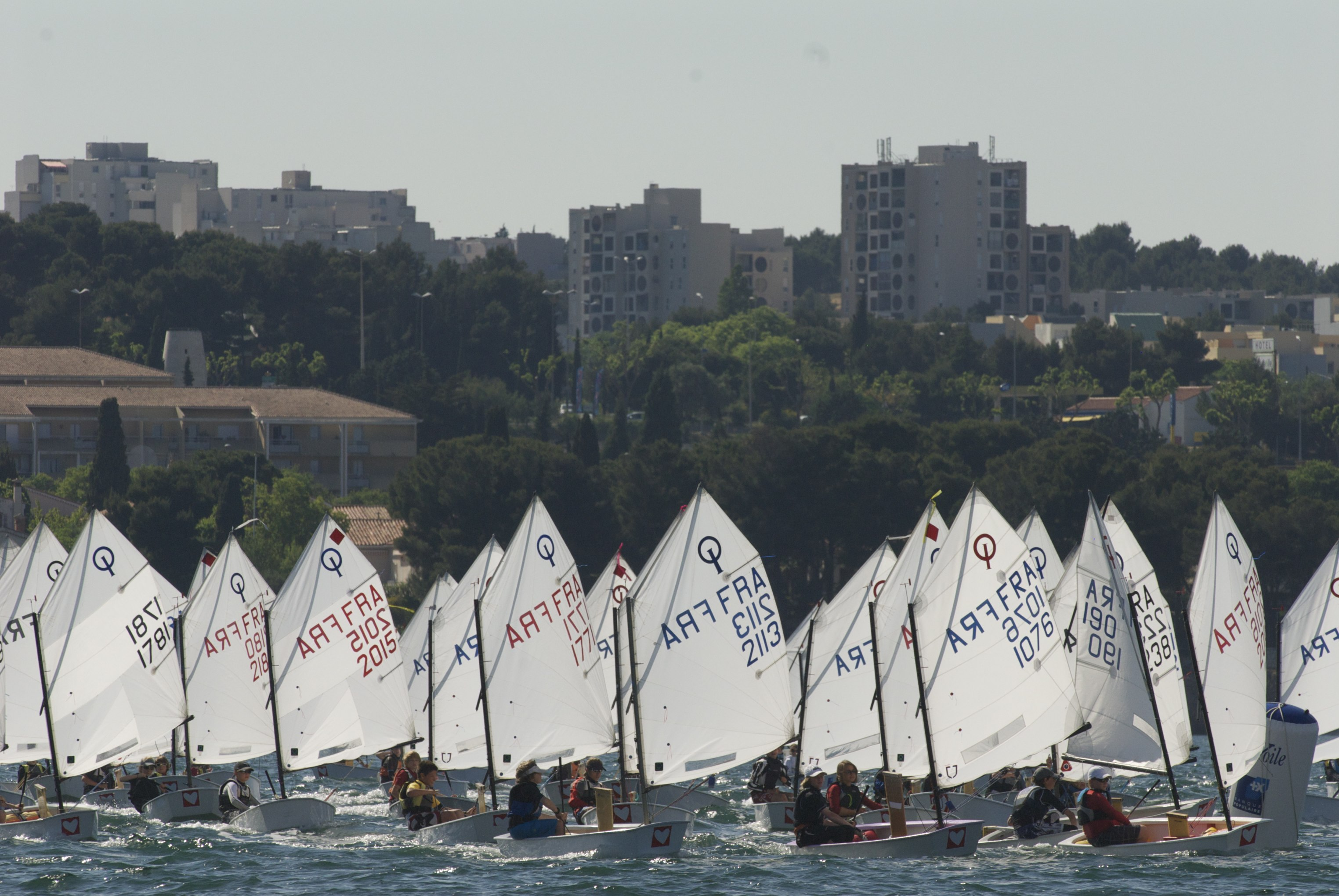
Régate d'Optimist (enfants) de ligue Provence-Alpes-Côte d'Azur en mai 2011 à Martigues.

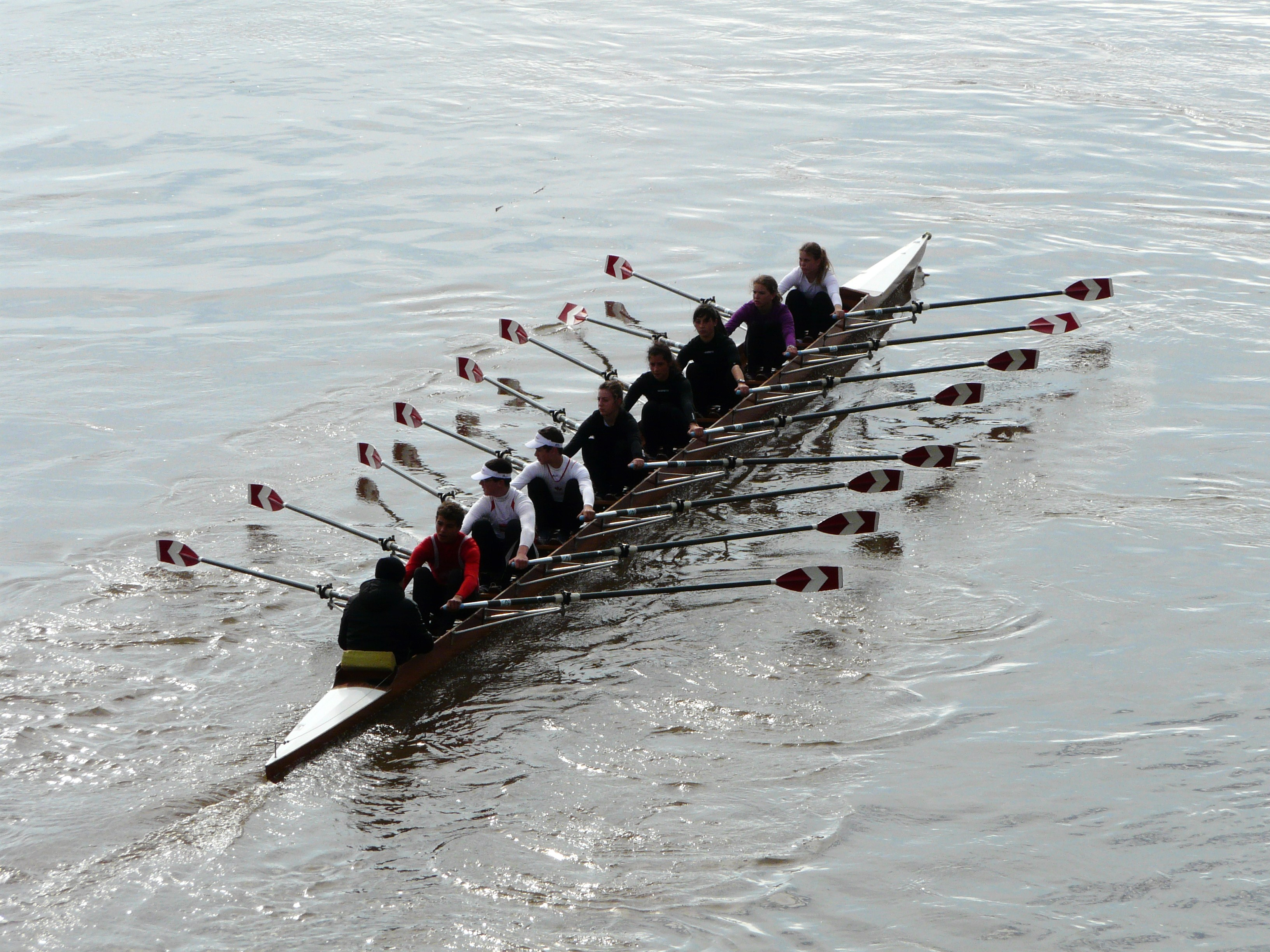
Pratique de l'aviron sur la rivière Dordogne

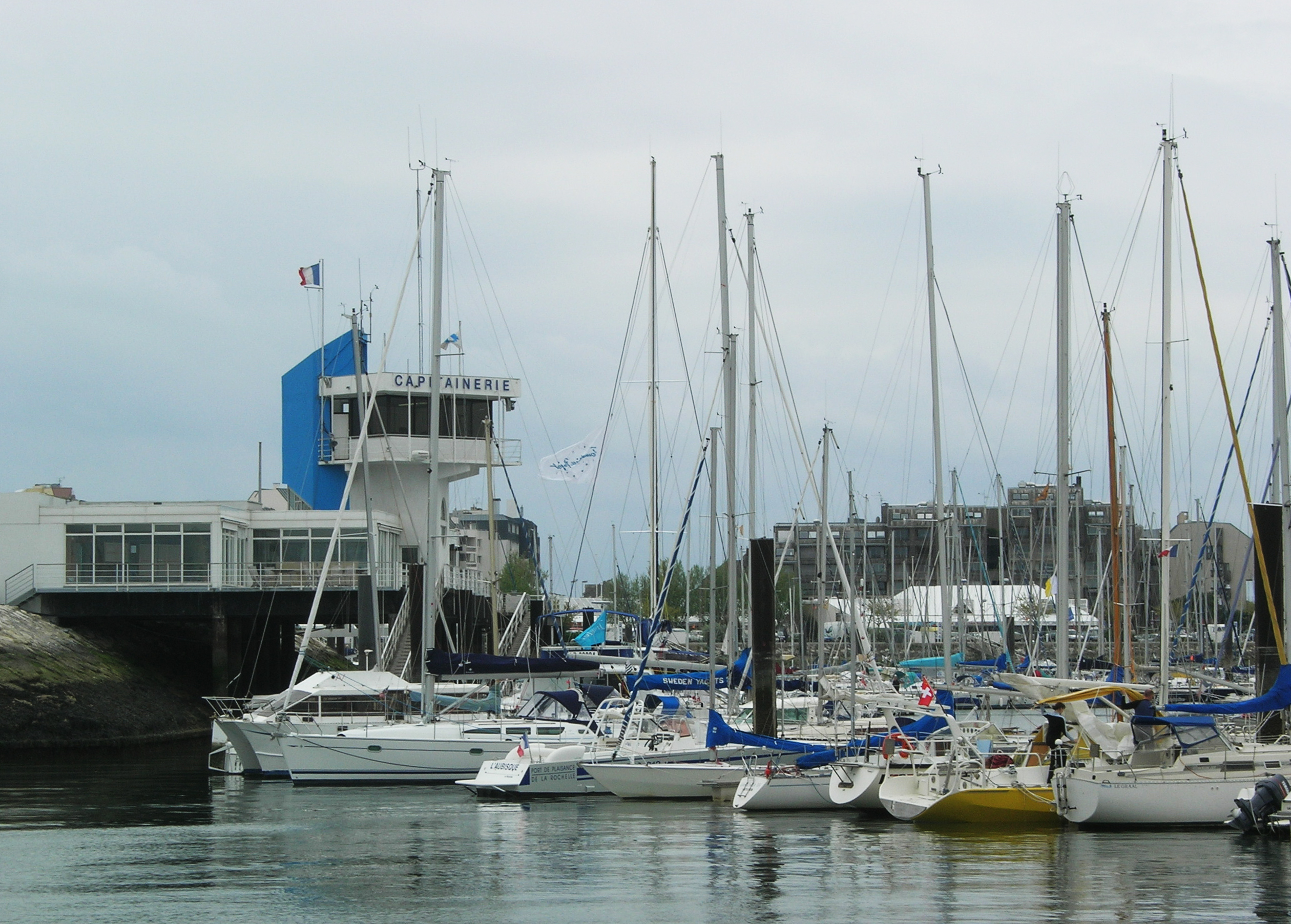
Port des Minimes (plaisance) de La Rochelle

Le nautisme en France désigne l'ensemble des activités de navigation de loisir et sport sur l'eau en France ; notamment la navigation de plaisance ou sport à la voile ou au moteur, les sports de rame (aviron) ou de pagaie (canoë-kayak) et les sports de glisse sur l'eau (surf, planche à voile, kitesurf…).
Ces activités sont apparues en France au XIXe siècle, avec l'influence de pratiques britanniques et étrangères, puis se sont fortement développées au XXe siècle, avec l'augmentation des loisirs populaires. Ces activités sont aujourd'hui fortement contrôlées par l'État ; elles concernent environ 9 millions de pratiquants occasionnels, 500 000 bateaux et représentent un secteur économique de plus de 4 milliards d'euros annuels.

## Histoire
Avant le XIXe siècle, les plages, étendues d'eau et rivières étaient considérés en France métropolitaine comme un environnement inhospitalier et mortellement dangereux pour l'homme, peu attirant ou propice aux activités de plaisir et de détente. Les personnes pratiquant la natation (sachant nager) étaient très rares — faute de désir, utilité et temps pour cette pratique — même parmi les populations littorales et les marins.

### Émergence des stations balnéaires (finXVIIIe)
Vers 1800 apparaissent en France les premières stations balnéaires, à l'imitation des pratiques de l’aristocratie et de la bourgeoisie britannique (depuis XVIIIe). Cette nouvelle mode bourgeoise pour les bains de mer est soutenue par des considérations hygiéniques et par l'émergence de nouvelles pratiques de loisirs et de tourisme.
Avec le développement des moyens de transports, cette mode des bains de mer (et de la thalassothérapie) se développe ensuite à la fin du XIXe siècle. La population bourgeoise, puis populaire avec l'apparition des congés payés, s'initie progressivement à la natation et à la baignade, rendant possible l'acceptation d'autres activités nautiques.

### Premiers clubs et fêtes nautiques (XIXe)

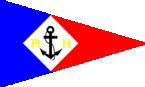
Guidon de la SRH

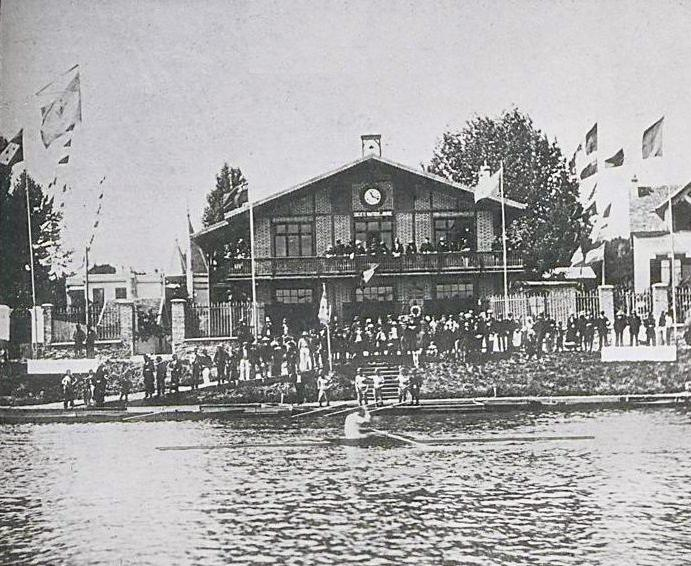
Le boat-house de la Société nautique de la Marne, en mars 1889.

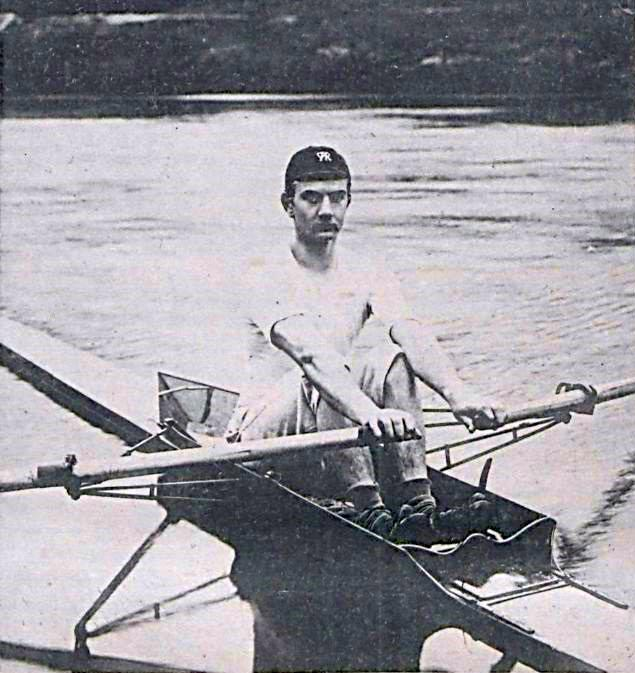
Paul Flouest, champion de France d'aviron le 2 octobre 1888.

À l'imitation des pratiques britanniques du yachting (XVIIIe mais surtout à partir du milieu XIXe) et de l'aviron, apparaissent en France au XIXe une pratique de la voile de plaisance, des régates de voilier et de barque, des fêtes nautiques et des clubs nautiques. Les premières sociétés nautiques apparaissent en France à l'initiative de l'aristocratie et de la bourgeoisie maritime, et l'admission dans celles-ci reste très fermée. Le premier club est la Société des Régates du Havre (1840), qui fait suite aux régates organisées dès 1838. Très rapidement, des compétitions distinctes séparent les pratiquants issus de la bourgeoisie (yachts luxueux) et les professionnels de la mer (marin-pêcheurs).
À la fin du XIXe, les pratiques nautiques se démocratisent avec l'accès des classes populaires à la voile légère (construction industrielle) et la constitution de nombreux « clubs » et « écoles » nautiques, destinés à la pratique de la voile ou de l'aviron.
Au XXe siècle, les pratiques se diversifient, avec l'introduction de nouvelles embarcations : canoë, kayak, surf, planche à voile, bateau à moteur et ski nautique, surf, moto des mers. À la fin du XXe apparaissent de manière importante des pratiques non sportives, éloignées de l'intérêt de la compétition, souvent désignées comme des pratiques de loisir ou « de plein air » ou de « nature ».

### Acculturation et pratiques indigènes

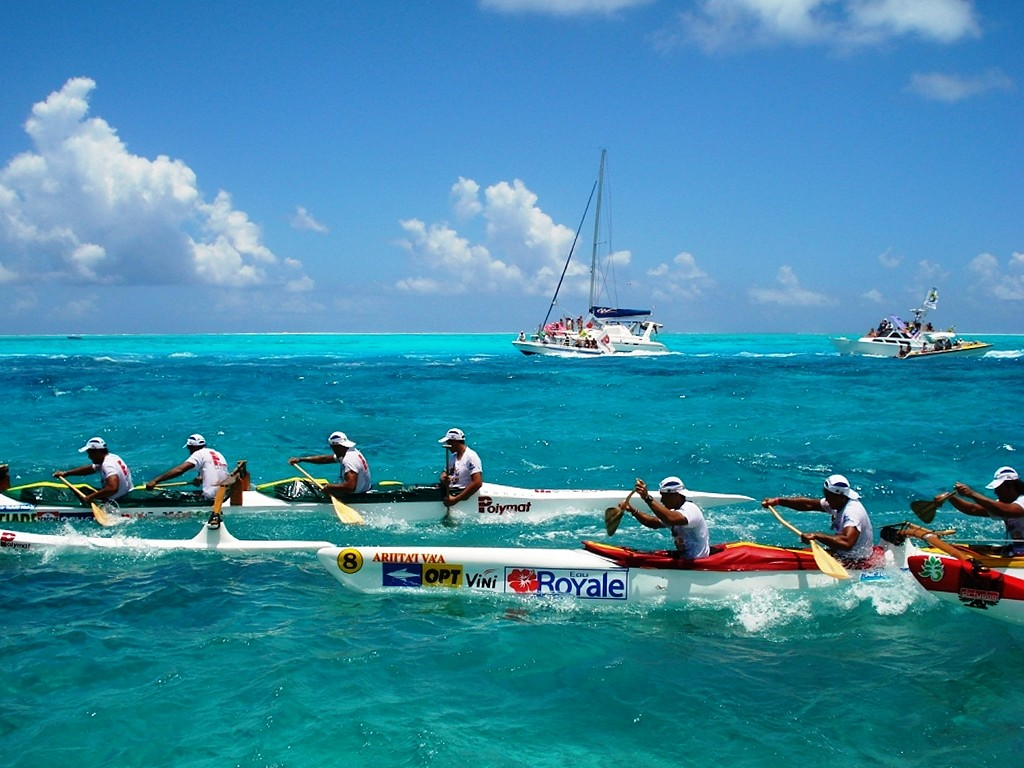
Hawaiki nui va'a, compétition internationale de pirogues dans le lagon de Bora-Bora (Polynésie française) en 2007.

Dans les colonies françaises, le processus d'acculturation des peuples autochtones favorise l'organisation de fêtes et compétitions nautiques, inspirées par les pratiques et les embarcations traditionnelles de ces régions. À l'exemple des courses de pirogues d'Afrique ou Polynésie, ces pratiques de navigation sur l'eau sont peu à peu intégrées aux pratiques culturelles et aux codifications sportives en France (disciplines du canoë-kayak, organisation de compétitions).
De la même manière, de nouvelles pratiques américaines ou britanniques sont reprises, elles-mêmes inspirées de pratiques et embarcations indigènes : canoë des Amérindiens, kayak des Inuits, émergence du canot-camping au Canada, culture du surf des Hawaïens, etc.

### Pratiques de masse
Au XXe siècle émergent de nouvelles disponibilités pour les loisirs et les pratiques sportives, avec l'augmentation du temps libre disponible, l'amélioration des conditions de vie et des moyens de transport…
En 1936, l'instauration des congés payés en France a facilité l'accès des masses populaires au tourisme (tourisme de masse), aux sports et à toutes les activités de loisir. De même le nautisme a bénéficié de la diversité des activités sportives scolaires.

### Institutionnalisation des pratiques sportives (1945-)
La pratique sportive est fortement contrôlée par l'État français à partir des années 1945-1950, avec la mise en place de fédérations sportives délégataires de l'administration de la jeunesse et des sports. Les groupements sportifs ne sont pas libres de s'administrer comme bon leur semble. Pour l'État, la pratique sportive relève d'un effort patriotique (victoires dans les compétitions internationales) et d'un contrôle social de la population. Ces fédérations sont ainsi détentrices de divers pouvoirs réglementaires exclusifs et de prérogatives sportives, comme la détermination des niveaux, l'organisation des compétitions, la réglementation des pratiques (sécurité, conditions légales), le contrôle de l'enseignement (brevet d'État, labels, dénomination « école de voile »)…
Ces fédérations, à l'origine focalisées sur le recrutement massif pour la compétition (régates) et l'émulation vers le haut-niveau sportif (1950-1985), doivent composer avec des structures locales (clubs, écoles de voile, municipalités) aux intérêts variés et parfois incompatibles : promotion des aspects socio-culturels (initiation des jeunes et défavorisés, activité scolaire, conservation du patrimoine historique), clubs fermés de propriétaires (« entre soi »), organisations à visée commerciale (service au client, tourisme), valeurs individualistes de liberté et fun des nouveaux sports de glisse, valeurs d'écologisme et éthique (rejet du marketing) des pratiques de pleine nature,...
De même, les pratiques nautiques hors de l'encadrement des structures (clubs) n'a cessé de progresser depuis une trentaine d'années, avec pour certaines activités une proportion très faible de pratiquants licenciés auprès d'une fédération.
À partir des années 1980 et 1990, par décisions du gouvernement, la majorité des pratiques et associations indépendantes, autonomes ou « extra-sportives » ont été intégrées à des fédérations délégataires de l'État (à l'exemple de la planche à voile, finalement intégrée à la fédération de voile). Confronté à l'échec du recrutement sportif massif par l'intermédiaire des clubs et écoles, et aux nouvelles tendances extra-sportives, les fédérations ont été forcées d'évoluer en diversifiant leurs missions et objectifs.
En parallèle, les directions de fédérations et beaucoup de structures locales (clubs), traditionnellement basées sur le bénévolat saisonnier, se sont progressivement professionnalisées : avec une valorisation des méthodes professionnelles (gestion, enseignement), diverses solutions d'emploi permanent pour les postes d'encadrement (plan Sport-Emploi, subventions des collectivités, allègements des cotisations patronales…) et diverses stratégies économiques (diversification des offres, sponsoring).

## Les pratiques actuelles

### Canoë-kayak
En France métropolitaine, la pratique de sport ou loisir avec des embarcations à pagaie, telles que le canoë, le kayak et la pirogue, débute à la fin du XIXe siècle. Ces activités variées, tant de loisir que de sport, sont désignées (à partir du milieu du XXe siècle) comme du canoë-kayak, que ce soit en eaux vives, en eaux calmes et en mer. L'activité est régie au niveau national par la Fédération française de canoë-kayak (FFCK), qui fédère environ 700 clubs locaux.

### Planche à voile et funboard

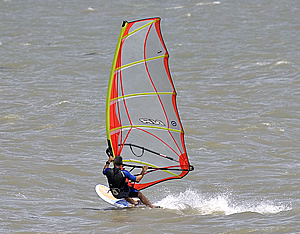
Pratiquant de funboard

Créé aux États-Unis dans les années 1960, la planche à voile est introduite en France dans les années 1970, et devient très populaire à partir des années 1980 . Dans les années 1980, l'émergence de la pratique très technique du funboard (vague, slalom), médiatisée comme sport extrême et sport de glisse spectaculaire, participe à la popularité de la pratique de loisir sur les plages ; 400 000 pratiquants dans les années 1980[réf. nécessaire].
La pratique de la planche à voile et du funboard était initialement indépendante des instances sportives nationales. Elle est ensuite intégrée à la Fédération française de voile, avec des programmes d'initiation et compétition (préparation du circuit mondial et olympique) — ainsi qu'à la Fédération française de vol libre pour certaines compétitions de funboard. La pratique « loisir » de la planche à voile diminue fortement à partir des années 1990, puis elle est concurrencée à partir du début des années 2000 par l'émergence du kitesurf.

### Surf et disciplines associées
Originaire de Polynésie (longboard), la pratique du surf a été importée aux États-Unis avant d'arriver en France, dans les années 1960 (?). La pratique est gérée par la Fédération française de surf créée en 1964, qui organise, développe et réglemente la pratique et les compétitions nationales de surf et des disciplines associées : bodyboard, le skimboard, le kneeboard, bodysurf.
Pratique de vague également, les pratiques émergentes du kayak surf et wave-ski sont gérées par la Fédération de canoë-kayak.

### Kitesurf
La pratique du kitesurf débute en France vers 1998. Le premier championnat international a lieu en 2000 et le premier championnat français (freestyle) a lieu en 2001. En 2011, la pratique rassemblait 13000 licenciés à la Fédération française de vol libre et entre 25000 et 30000 pratiquants en France.

### Motonautisme

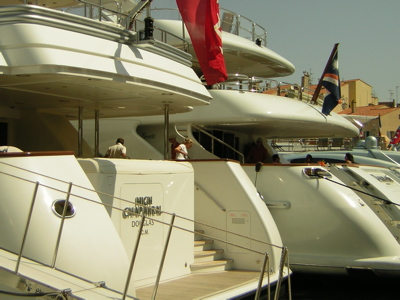
Yachts à moteur, à quai à Saint-Tropez, 2008

### Ski nautique
Le ski nautique est un sport nautique consistant à se déplacer sur l'eau à l'aide de skis en se faisant tracter par un bateau à moteur, ou par un câble, sur un Téléski nautique full Size, ou bi-poulie. Il peut être pratiqué comme sport de loisirs ou en compétition, il comporte alors quatre disciplines : le slalom, les figures, le saut et le combiné.

### Autres
Les joutes nautiques étaient pratiquées sur le territoire français depuis l'Antiquité jusqu'au Moyen Âge et l'époque moderne. La pratique s'est organisée à partir du XIXe siècle autour de sociétés de natation et de sauvetage. La joute est reconnue par l'État comme un sport en 1960. La Fédération française de joute et de sauvetage nautique et constituée en 1964, avec un agrément Jeunesse et sport en 1971.

## Économie

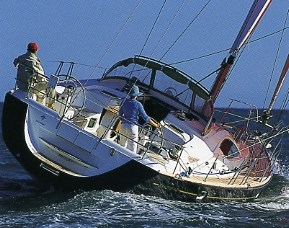
Voilier de série Sun Odyssey 49 du célèbre chantier français Jeanneau (groupe Bénéteau)

En France, le secteur économique du nautisme représentait (2021) plus de 5668 entreprises (41 361 salariés), pour un chiffre d’affaires de 4,7 milliards d'euros. La même année 44 00 unités était produites (dont 3 538 voiliers et 9745 bateaux à moteurs) et 76 % vendus à l'export. En 2007, le chiffre d'affaires était réparti pour moitié dans la construction de bateaux (26 %) et le négoce (23 %) ; l'autre moitié constituée de la réparation (13 %), l'équipement (10 %), la motorisation (9 %), les ports de plaisance (9 %) et la location (6 %).

### Industrie nautique
L'industrie nautique française représente environ 10 % sur le marché mondial, plaçant la France en 3e position après les États-Unis et l'Italie, profitant d'une excellente image pour ses grands chantiers navals et d'une concentration sur des marchés de niche. Après 10 ans de nette progression de la demande mondiale et des ventes françaises (+400 %), la construction nautique en France est victime de la chute rapide de la demande depuis la crise économique mondiale de 2008.
Pour 2011, 54 548 bateaux de sport/plaisance ont été construits en France, représentant un chiffre d’affaires de 901,47 millions d'euros. La France est leader mondial sur plusieurs marchés : les voiliers et catamarans de plaisance (Jeanneau, Bénéteau, Dufour…), les bateaux pneumatiques (Zodiac), les catamarans de plaisance et sport (Fountaine-Pajot, Nautitech…) et le secteur de la glisse, planche à voile, kitesurf (Bic Sport). 60 % de la production est destinée au marché international.
La construction de bateaux de plaisance est très concentrée en France, avec le groupe Bénéteau qui représente la moitié des emplois et du chiffre d'affaires. Avec les 4-5 autres grands chantiers, ils représentent 80 % du chiffre d'affaires de l'industrie nautique. Le reste des chantiers sont composés essentiellement d'entreprises de moins de 20 salariés (75 %) et de micro-entreprises.

### Pratiquants, clubs, écoles
Le nautisme représente aussi 11 millions de pratiquants occasionnels, 4 millions de plaisanciers réguliers et plus d'un million de licenciés de sports nautiques, plus de 510 000 bateaux de plaisance en activité, 10 913 nouvelles immatriculations. Parmi ces bateaux, 77 % de bateaux à moteur, 47 % de bateaux d'une longueur inférieure à 6 mètres, 79 677 mutations de propriété .
En 2021, étaient comptées plus de 1000 centres nautiques, plus de 15 000 éducateurs sportifs de voile, 93 898 permis plaisance délivrés. Le secteur de la plaisance (voile/moteur) est caractérisé par un vieillissement des pratiquants et le désintérêt des plus jeunes, expliqués par la saturation des places de port et l'augmentation du coût de la pratique[réf. nécessaire].

### Infrastructures
En 2011, plus de 370 ports de plaisance en France, pour 226000 places de port dont 60000 mouillages, 38 ports à sec, pour 11248 places.[réf. nécessaire] Les ports de plaisance sont caractérisés par une saturation par rapport à la demande de places.